# Вуллс, Уильям
Уильям Вуллс (англ. William Woolls; 30 марта 1814, Уинчестер — 14 марта 1893, Сидней) — австралийский ботаник, учитель и священнослужитель Англиканской церкви.

## Биография
Уильям Вуллс родился в городе Уинчестер 30 марта 1814 года. В 16 лет эмигрировал в Австралию. Вуллс был одним из самых выдающихся в группе священнослужителей-ботаников в колонии. Был известен своей помощью другим учёным. Вуллс проводил много популярных лекций и консультировал по вопросам садоводческих и сельскохозяйственных разделов колониальных выставок. Уильям Вуллс умер от параплегии в Сиднее 14 марта 1893 года.

## Научная деятельность
Уильям Вуллс специализировался на семенных растениях.

## Публикации
- The Voyage: A Moral Poem. 1832[2].
- Australia: A Moral and Descriptive Poem. 1833[2].
- A Short Account of the Character and Labours of the Rev. Samuel Marsden. 1841[2].
- A Contribution to the Flora of Australia. 1867[2].
- Plants Indigenous and Naturalized in the Neighbourhood of Sydney. 1880[2][3].
- Plants of New South Wales. 1885[2][3].

## Почести
Род растений Woollsia был назван в его честь.